# Аморфные тела

Схема атомно-молекулярного строения кристаллов и аморфных тел

Амо́рфные вещества́ (тела́) (от др.-греч. ἀ «не-» + μορφή «вид, форма») — конденсированное состояние веществ, атомная структура которых имеет ближний порядок и не имеет дальнего порядка, характерного для кристаллических структур. В отличие от кристаллов, стабильно-аморфные вещества не затвердевают с образованием кристаллических граней, и, (если не были под сильным анизотропным воздействием — деформацией или электрическим полем, например) обладают изотропией свойств, то есть не обнаруживают различия свойств в разных направлениях.
Аморфные вещества не имеют определённой точки плавления: при повышении температуры стабильно-аморфные вещества постепенно размягчаются и выше температуры стеклования ({\displaystyle T_{g}}) переходят в жидкое состояние. Вещества, обычно имеющие (поли-)кристаллическую структуру, но сильно переохлаждённые при затвердевании, могут затвердевать в аморфном состоянии, которое при последующем нагреве или с течением времени переходит в кристаллическое (в твёрдом состоянии с небольшим выделением тепла).
Аморфное состояние многих веществ получается при высокой скорости затвердевания (остывания) жидкого расплава, или при конденсации паров на охлаждённую заметно ниже температуры плавления поверхность-подложку. Соотношение реальной скорости охлаждения ({\displaystyle dT/dt}) и характеристической скорости кристаллизации определяет долю поликристаллов в аморфном объёме. Скорость кристаллизации — параметр вещества, слабо зависящий от давления и от температуры около точки плавления и сильно зависящий от сложности состава.
Кварц ({\displaystyle {\ce {SiO2}}}) также имеет низкую скорость кристаллизации, поэтому отлитые из кварцевого расплава изделия имеют аморфное строение. Природный кварц, имевший сотни и тысячи лет для кристаллизации при остывании земной коры или глубинных слоёв вблизи вулканов, имеет крупнокристаллическое строение, в отличие от вулканического стекла, застывшего на поверхности и поэтому аморфного.
Из обычных полимеров (пластмасс) только полиэтилен имеет заметную скорость кристаллизации при комнатной температуре — порядка двух лет для мягкого (ПВД) и нескольких лет (даже с добавками-замедлителями кристаллизации) для твёрдого (ПНД) — уже примерно наполовину кристаллизованного вида. Это одна из причин охрупчивания со временем изделий из полиэтилена, особенно при повышенной температуре.
К стабильно-аморфным веществам принадлежат стёкла (искусственные и вулканические), естественные и синтетические смолы, клеи, парафин, воск и др. Аморфные вещества могут находиться либо в стеклообразном состоянии (при низких температурах), либо в состоянии расплава (при высоких температурах). Аморфные вещества переходят в стеклообразное состояние при температурах заметно ниже температуры стеклования {\displaystyle T_{g}}. При температурах намного выше {\displaystyle T_{g}} аморфные вещества ведут себя как расплавы, то есть находятся в расплавленном состоянии. Вязкость аморфных материалов — непрерывная функция температуры: чем выше температура, тем ниже вязкость аморфного вещества.

## Структура
Исследования показали, что структуры жидкостей и аморфных тел имеют много общего.
В аморфных и жидких телах наблюдается ближний порядок в упаковке частиц (атомов или молекул).
Также бывают промежуточные полуаморфные (полукристаллические) состояния.

## Атомное строение
Свойства аморфных веществ являются промежуточными между жидкостями и кристаллическими твёрдыми телами.
Как и жидкостям, веществам в аморфном состоянии свойствен ближний порядок: существуют закономерности расположения молекул друг относительно друга как геометрические (координационное число), так и химические (атомы одного сорта располагаются рядом с атомами другого сорта), однако эти закономерности сохраняются лишь для небольших расстояний. В случае большинства аморфных веществ это расстояние от 0,5 до 5 нанометров.
Как и в твёрдых телах отдельные атомы и молекулы аморфных тел имеют чрезвычайно низкую подвижность. Благодаря этому аморфные вещества сохраняют свою форму и размер.
Таким образом, с одной стороны, аморфное состояние можно воспринимать как поликристалл, размер зёрен которого составляет всего несколько атомов, а с другой — как жидкость с очень большой вязкостью 1013 П и выше). Сравнение аморфных тел с жидкостью не является точным, поскольку уравнения, описывающие поведение аморфных тел (например, зависимость их объёма от температуры или реакцию на деформацию) принципиально отличаются от аналогичных уравнений для вязких жидкостей. Аморфные тела получают сильно выраженные неньютоновские свойства, которых не было у жидкости до охлаждения.
Одни и те же вещества могут быть подвержены отвердеванию как в кристаллическую, так и в аморфную форму в зависимости от режима охлаждения.
Атомы и молекулы в аморфных телах не находятся в положениях минимума потенциальной энергии, поэтому аморфное состояние является метастабильным и со временем стремится кристаллизоваться, однако процесс кристаллизации при комнатной температуре может длиться много лет, столетий или даже тысячелетий. Переход в кристаллическую форму не является обязательным этапом для всех аморфных тел: старейший найденный янтарь имеет возраст 320 млн лет и остается аморфным. Обсидиан (натуральное стекло) редко существует более чем несколько миллионов лет, но в течение этого времени тенденция к кристаллизации в нём не наблюдается.
Некоторые режимы охлаждения порождают тела в смешанном состоянии, при котором кристаллы размером в несколько нанометров разделены прослойками аморфной фазы.
Хаотичное строение приводит к быстрому рассеянию квазичастиц, таких как вибрации, из-за чего теплопроводность аморфных тел, как правило, ниже, чем у кристаллов.

## Механические свойства

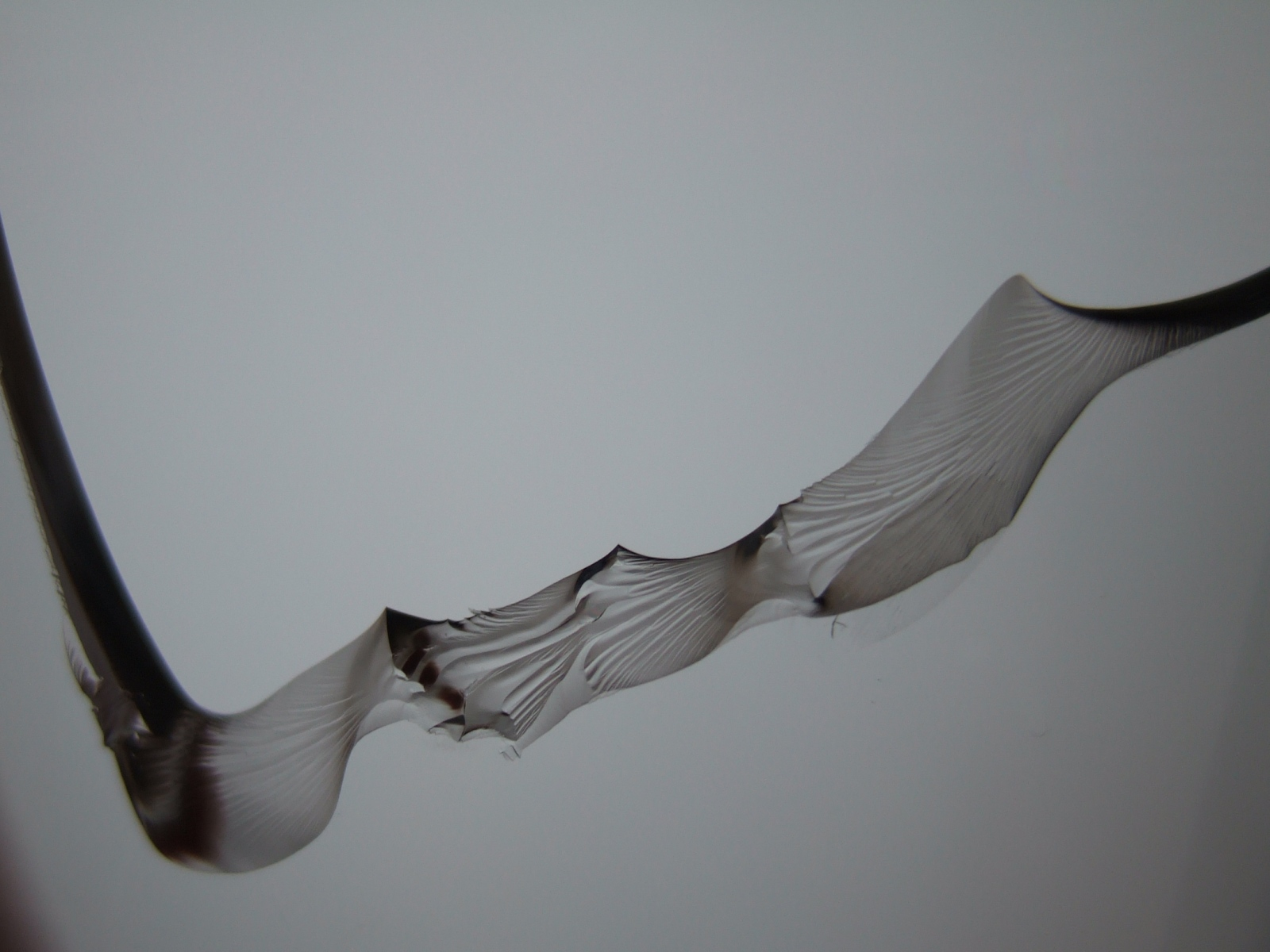
Крупный план края разбитого стакана.

Из-за отсутствия дальнего порядка слом аморфного тела часто состоит из хаотично расположенных округлых форм, тогда как слом кристалла проходит по плоскостям спайности.
В отличие от жидкостей аморфные тела проявляют сопротивление к деформациям сдвига.
Аморфные металлы имеют значительно более высокий предел прочности — их относительное удлинение может достигать нескольких процентов до разрушения.
Модуль Юнга аморфных тел сильно зависит от температуры, а также от того, как медленно тело растягивается — чем медленнее растёт сила, тем ниже модуль упругости. Для достаточно медленных деформаций многие аморфные тела можно считать текучими.
Прочность и коррозионная стойкость аморфных металлов также выше, чем в кристаллических, вероятно, из-за отсутствия дефектов решётки.

## Классификация
Можно выделить несколько больших групп аморфных веществ: стёкла, пластики, гели. Часто аморфные вещества классифицируют по методам получения. В таком случае «стеклом» называют аморфные тела, получают охлаждением расплава. Иногда термин «стекло» используют как синоним к «телу в аморфном состоянии».

### Стекло

Диаграмма Энжела, демонстрирующая разницу между крепкими и хрупкими стёклами

Стекловидные аморфные тела образуются из переохлаждённой жидкости. При охлаждении вязкость жидкости увеличивается. Температурой стеклования называют такую температуру, при которой вязкость достигает 1013 П (в квадриллион раз больше чем вязкость воды). Согласно эмпирическим правилам, температура стеклования равна примерно 2/3 от температуры плавления. Если жидкость удалось переохладить до такой температуры, не допустив начала кристаллизации, переход к кристаллическому состоянию становится чрезвычайно медленным или невозможным, поскольку скорость перемещения атомов и молекул в теле также уменьшается в триллионы раз.
Предложено несколько уравнений, описывающих зависимость вязкости переохлаждённых жидкостей от температуры.
Закон Аррениуса хорошо описывает вязкость обычных жидкостей при высокой температуре:
{\displaystyle \mu =Ae^{B/T},}
где {\displaystyle A} и {\displaystyle B} — константы определяемые для конкретного вещества.
Вязкость некоторых переохлаждённых жидкостей описывается другим уравнением, полученным эмпирически — законом Фогеля — Таммана — Фулчера:
{\displaystyle \mu =Ae^{\frac {B}{T-T_{\infty }}},}
где {\displaystyle T_{\infty }} — температура, обычно примерно на 50 К ниже температуры стеклования.
В области температур около температуры стеклования вязкость переохлаждённой жидкости резко возрастает.
Для некоторых веществ причины перехода от закона Аррениуса к закону Фогеля — Таммана — Фулчера не до конца понятны.
Стекло, вязкость которого изменяется по закону Аррениуса, называют крепким. Стекло, вязкость которого возрастает по закону Фогеля — Фулчера — Тамманна называют хрупким. На диаграмме Энджелла состояние прочного стекла при охлаждении движется вверх вдоль прямой, а хрупкого — вдоль выпуклой траектории. Степень выпуклости этой траектории называется хрупкостью стекла. В некоторых случаях траектория охлаждения на диаграмме Энжелла ещё более сложная. Здесь термины «хрупкость» и «прочность» не имеет никакого отношения к механическим свойствам стёкол.
Наиболее классические примеры стёкол — оксиды полуметаллов, таких как кремний и германий. Такие стёкла относятся к прочным. Примером хрупкого стекла может быть твёрдый толуол при низких температурах.
Стекла очень распространены и по свойствам максимально подобны твёрдым телам. Существует распространённое заблуждение, что стёкла в окнах постепенно «стекают» вниз, из-за чего нижние части стёкол в старинных витражах толще, чем верхние. На самом деле, разница в толщине объясняется технологическими процессами использовавшимися в средневековье. Вязкость обычного стекла при комнатной температуре имеет порядок ~1018 П. Эксперименты показали, что за 6 лет оконное стекло деформируется только на 1 нанометр. Для изменения толщины стекла на 10 % понадобилось бы более миллиона лет.

### Полимеры
Полимеры состоят из длинных молекул. В случае, если они не свёрнуты в глобулы, а существуют в свободном состоянии, то обычно они сильно и хаотично переплетены и через свои огромные размеры распутать их чтобы встроить в кристаллическую решётку, очень трудно. С другой стороны, благодаря большим размерам молекул, полимерные аморфные тела имеют некоторые необычные свойства.
Полимеры могут существовать в особом высокоэластичном состоянии. Температурный диапазон этого состояния лежит между твёрдым стекловидным и плавлением. Его особенностью является то, что сегменты Куна каждой молекулы могут довольно быстро вращаться (время вращения меньше 1 секунды), благодаря чему цепи полимерных молекул могут сравнительно свободно скользить вдоль друг друга, хотя и не могут отрываться. На макроуровне это приводит к чрезвычайно большой эластичности таких тел — они могут растягиваться в десятки раз при небольших приложенных силах. Тела, находящиеся в высокоэластическом состоянии при комнатной температуре, называются резинами.
В аморфном полимерном теле могут существовать отдельные зоны, где цепи молекул образуют кристаллическую решётку. В таких нанокристаллах не обязательно задействованы целые молекулы. Если таких кристаллических регионов становится достаточно много, то весь объём материала становится твёрдым, несмотря на то, что значительная его часть все ещё находится в аморфном состоянии.

### Гели
Гелем называют дисперсную систему, в которой дисперсная фаза образует нерегулярную решётку, удерживающую всю систему в стабильном состоянии, поддерживая её форму и придавая упругость. Дисперсионная среда поэтому остаётся жидкой. Гелями называют много бытовых аморфных тел, в первую очередь пищу (сыры, желе, майонез) и косметику (зубная паста, пена для бритья).

## Зонная теория аморфных тел
Аморфные тела имеют несколько особенностей, отличающих их от кристаллических тел. Во-первых, в отличие от кристаллов, в которых валентная зона и зона проводимости имеют чёткие границы, в аморфных телах плотность состояний изменяется плавно, поэтому можно говорить лишь о зонах малой плотности и зоны большой плотности. Также, в аморфных телах не существует поверхности Ферми и зоны Бриллюэна.
Второе отличие заключается в том, что в аморфном теле состояния значительной части электронов локализованы в пространстве, тогда как в кристаллах они распределены по всему пространству кристалла. В делокализованном состоянии
{\displaystyle <R^{2}(t)>\approx t} ,
то есть, если подождать достаточно долго, то волновая функция электрона равномерно заполнит всё пространство кристалла.
Для локализованных электронов плотность вероятности найти электрон на расстоянии R от начальной точки после достаточно долгого времени описывается в виде:
{\displaystyle {\begin{cases}\rho _{\infty }=const,R\ll L\\\rho _{\infty }=e^{R/L},R\gg L\end{cases}}} ,
где L — длина локализации. Такое состояние называется локализацией Андерсона.
При росте энергии электронов их длина локализации растёт и при достижении некоторого уровня, называется порогом подвижности, электроны переходят в делокализованное состояние.
У аморфных тел, уровень Ферми которых находится ниже порога подвижности при температуре 0 К подвижность носителей заряда является нулевой, а при ненулевой температуре для них характерна прыжковая проводимость: электроны с некоторой вероятностью могут перескочить из одного локализованного состояния в другое. Интенсивность таких переходов сильно зависит от температуры.
В терминах зонной теории можно сказать, что в аморфных телах запрещённая зона заполнена дискретными уровнями, хотя плотность состояний в ней невысока, а также, в отличие от кристаллических тел, электроны не могут свободно переходить с одного уровня на другой, но дополнительно ограничены локализацией — возможны лишь переходы между уровнями, физически находятся один рядом с другим. Такая специфическая зона называется щелью подвижности.
В случае, если уровень Ферми лежит выше порога подвижности, аморфное тело станет проводником.

### Аморфные металлы
Аморфные металлы, в общем, близки по свойствам к стёклам, и часто относятся к ним. Особенностью металлов является то, что для получения их переохлаждением расплава необходимы очень большие скорости охлаждения, до 1012 К/с. Для этого используют специальные методы, такие как вакуумное напыление, введение дефектов решётки в кристалл, закаливание на диске.
Привести в аморфное состояние сплавы, в общем, проще чем чистые металлы — для этого нужна скорость охлаждения от сотен до десятков тысяч кельвинов в секунду.
Участки аморфной фазы образуются в некоторых сплавах из-за сильных деформаций сдвига.
Аморфные металлы являются проводниками, однако их сопротивление обычно выше, чем в аналогичных металлах в кристаллическом состоянии.
В отличие от обычных стёкол, которые до нагрева размягчаются, аморфные металлы до нагрева кристаллизуются при температуре 0,4-0,6 от точки плавления.

### Аморфные полупроводники
Полупроводники также могут находиться в аморфном состоянии. Такие системы получают при охлаждении расплава (полупроводники на основе селена, теллура, сульфидов металлов), и вакуумным напылением (аморфный кремний и германий).

Сравнение структуры кристаллического, аморфного и аморфного гидрогенизированного кремния

Для аморфных полупроводников обычный механизм примесной проводимости почти не работает, поскольку благодаря хаотичной структуре атомы примесей легко формируют необходимое количество связей, соответствующих их валентности, и не порождают «лишние» электроны или дырки. Впрочем, легирование переходными металлами, такими как вольфрам, железо и молибден создаёт такие электроны, вероятно, потому что электроны d-орбиталей атомов таких элементов не участвуют в ковалентных связях.
В аморфных проводниках часто наблюдается эффект переключения, при котором проводимость резко возрастает во внешнем электрическом поле (при напряжённости электрического поля более 107 В/м.

### Аморфные диэлектрики
В некоторых аморфных телах (особенно это касается прозрачных тел) запрещённая зона всё же существует, то есть, есть диапазон энергий, плотность состояний в котором тождественно равна нулю. Такие тела практически не проводят ток.
Аморфные диэлектрики имеют, как правило, меньшую плотность чем кристаллические того же состава, поэтому их диэлектрическая проницаемость также сравнительно ниже кристаллических.